# G.711
Le G.711 est une norme de compression audio de l'UIT-T qui définit les codages PCM-U et PCM-A, s'appuyant sur les lois de quantification A (Europe, Afrique) ou µ (Amérique du Nord, Japon).
- Échantillonnage : 8 000 Hz pour une bande passante du téléphone de 300–3 400 Hz
- Bande passante sur le réseau : 64  ou   56 kbit/s
- Type de codage : MIC (Modulation d'impulsion codée, PCM en anglais)

Son principe repose sur une grille de quantification non linéaire, permettant de diminuer le rapport bruit-sur-signal et l'erreur de quantification pour les sons de faible amplitude. Un codage sur 8 bits en G.711 correspond à une quantification sur 13  ou   14 bits en MIC (PCM en anglais).
La norme G.711 a été révisée en 2000. Elle est la base du transport de la voix sur le réseau téléphonique commuté (RTC, PSTN en anglais) ou sur le RNIS (ISDN en anglais) et est également utilisée pour le transport de la voix avec peu de compression dans certains réseaux IP, comme sur les offres de téléphonie sur les « boxes » ou sur des réseaux locaux IP. Elle est en revanche assez peu utilisée pour faire de la téléphonie directement sur des réseaux étendus comme Internet à cause d'une utilisation importante de bande passante (64 kb/s).